# Durrell (plaats)
Durrell is een dorp en voormalige gemeente in de Canadese provincie Newfoundland en Labrador. De plaats ligt op South Twillingate Island, een eiland voor de noordkust van Newfoundland.

## Geschiedenis
In 1971 kreeg de plaats Durrell een eigen gemeentebestuur. Op 1 januari 1992 fuseerde Durrell met buurgemeente Twillingate.

## Geografie
Durrell ligt in het uiterste noorden van South Twillingate Island, een groot eiland in Notre Dame Bay aan Newfoundlands noordkust. De plaats maakt deel uit van de gemeente Twillingate. Het is tezamen met het zuidelijker gelegen dorp Twillingate een van de twee grote bewoningskernen van die gemeente.

## Panorama's

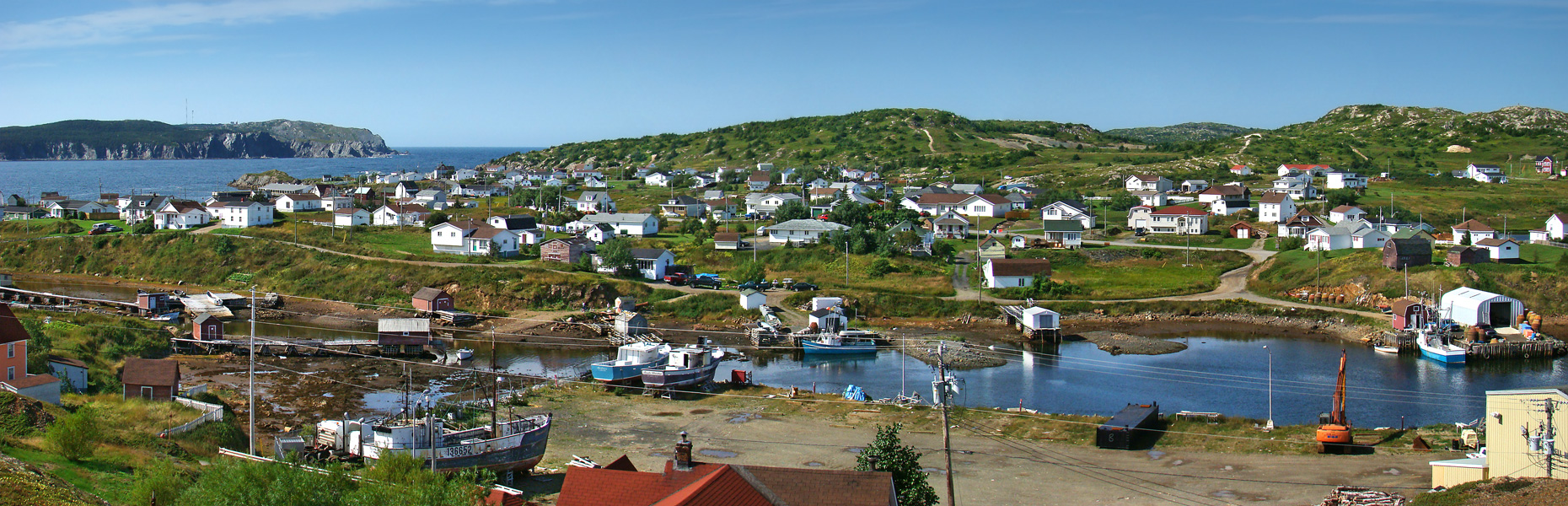
Zicht op Durrell en het haventje bij Farmers Arm, gezien vanaf de heuvel van het Durrell Museum.

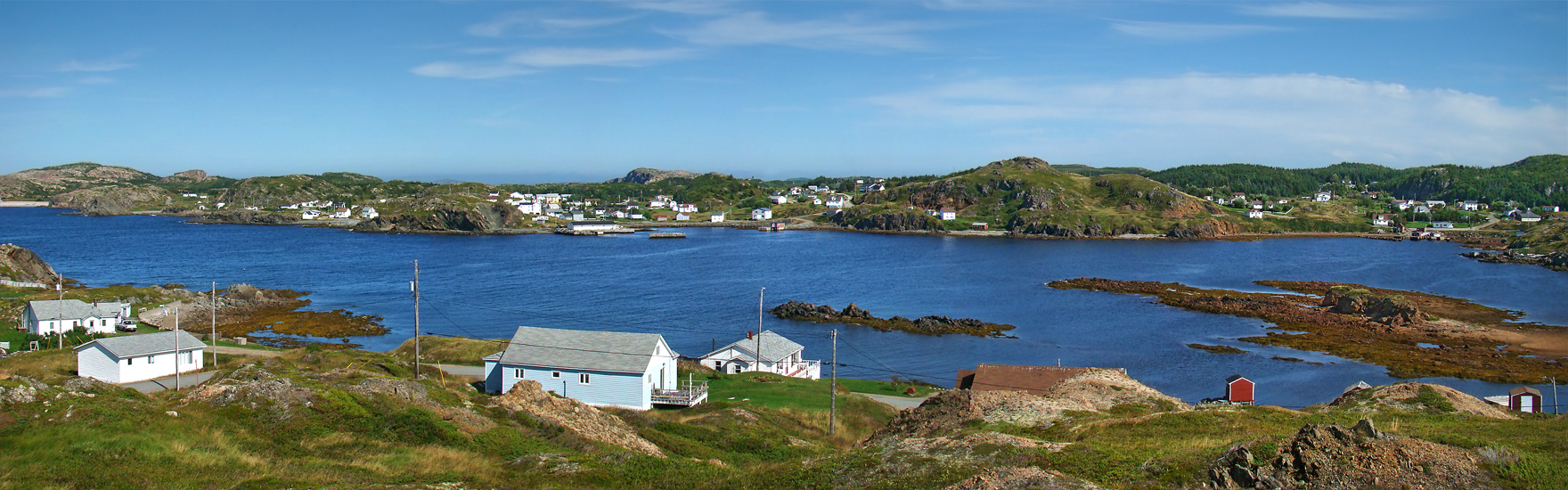
Panoramisch zicht op de oostrand van Durrell, gelegen aan Durrell Arm.

## Demografie
| Demografische ontwikkeling van Durrell tussen 1951 en 1986 |
| ---------------------------------------------------------- |
|                                                            |
| Bron: Statistics Canada                                    |